# Hippeastrum amaru
Hippeastrum amaru är en amaryllisväxtart som först beskrevs av Julio César Vargas Calderón, och fick sitt nu gällande namn av Alan W. Meerow. Hippeastrum amaru ingår i släktet amaryllisar, och familjen amaryllisväxter.
Artens utbredningsområde är Peru. Inga underarter finns listade i Catalogue of Life.